# Ponte vicino Seydikemer
Il Ponte vicino a Seydikemer era un ponte romano che si trovava accanto all'antica città di Xanthos in Licia, nell'odierna Turchia sud-occidentale. Le sue rovine si trovano sul corso superiore del fiume Xanthos (Koca Çayı), circa 4 km a monte della cittadina di Seydikemer, nell'omonimo distretto, in un punto in cui il letto del fiume costituito da ghiaia, raggiunge una larghezza di 500 m. Ad oggi rimane solo un tratto lungo 29 m. e largo 4,5 m.,  sulla sponda destra del fiume e fuori dalla zona di allagamento, che un tempo fungeva da accesso al ponte vero e proprio. Nonostante sia rimasto ben poco, il ponte rappresenta ancora un esempio degno di nota dell'uso precoce di archi segmentati e camere cave nella costruzione di ponti antichi.

## Struttura
Le rovine visibili consentono ancora di individuare alcune tecniche costruttive, che per l'epoca, erano inusuali. La rampa esistente presenta tre archi da 4 a 4,45 m luce netta, due delle quali, con un'altezza al vertice di solo 1 m, mostrano un profilo particolarmente piatto. Gli archi segmentati vennero utilizzati solo da un numero limitato di ponti romani, che divennero parecchio diffusi non fino al periodo tardo medievale (vedi ad es. Ponte Vecchio a Firenze). Il terzo arco, al contrario, possiede la forma semicircolare tipica dell'architettura romana, con un rapporto tra campata e rialzo di 2:1.
Le volte ad arco erano costruite con conci di pietra calcarea scavati localmente e legati da malta; l'interno del corpo del ponte è stato costruito con una miscela dura composta da roccia di pietrisco e malta fluida, che oggi è in vista in molti punti, risplendendo attraverso il rivestimento sbriciolato.  La malta è costituita da calce da costruzione dura con una miscela di ghiaia fine. La pavimentazione della carreggiata è interamente scomparsa, ma la pendenza costante della rampa indica che l'antico selciato si sviluppava direttamente sulla superficie attuale.
Un'altra caratteristica rilevante del ponte di Seydikemer è la camera cava sopra la terza volta ad arco, dove i 2 m di spazio tra la cresta dell'arco e la carreggiata non sono riempiti con la miscela di malta, bensì presentano al loro interno una camera di ritaglio di 3,5 m di lunghezza, 3,2 m di larghezza e 1,5 m di altezza. Scopo principale era ridurre il carico che gravava sugli archi ed anche risparmiare materiale da costruzione. Inoltre, una seconda camera interna più piccola è stata trovata nella parte superiore del secondo pilastro. Sistemi cavi di questo tipo sono noti in almeno altri tre ponti romani in Asia Minore, come il Ponte Makestos, il Ponte sull'Esepo e il Ponte Bianco (Misia).

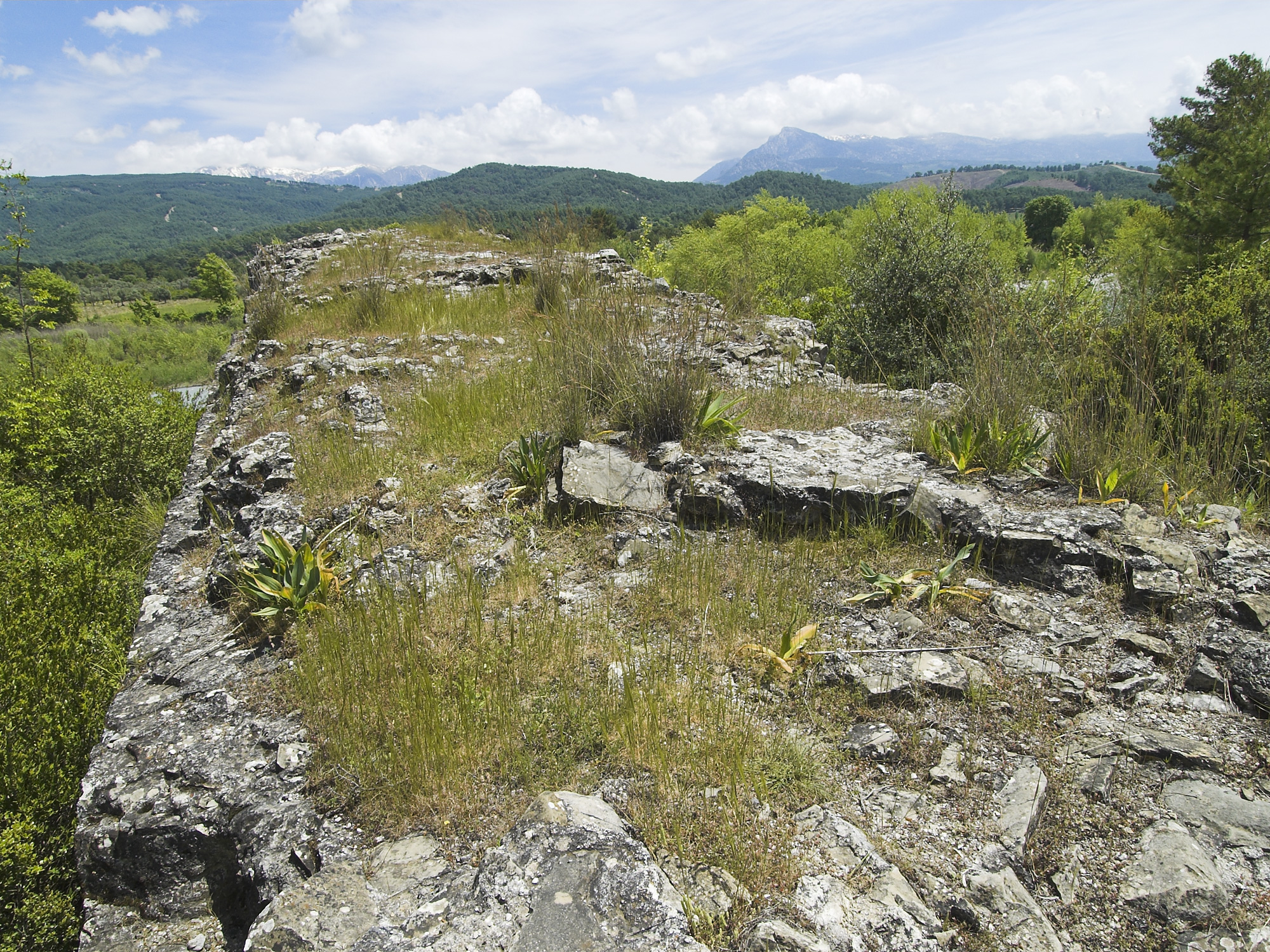
Vista dalla rampa occidentale

I condotti sono circolari, con un diametro di circa 26 cm., che percorrono la lunghezza e la larghezza del ponte, intesi come forme cave di legname tondo da costruzione delle impalcature romane e delle finte . Nel terzo molo, quello più vicino al letto del fiume, è stato integrato un piccolo canale di scolo ad arco per il passaggio dell'acqua.  Sebbene la rampa rimanente non permetta di determinare il numero e il tipo degli archi del ponte vero e proprio, l'antica struttura deve essere stata un'impresa ingegneristica particolarmente imponente, a giudicare dalla sua attuale altezza di 8 m. sopra i sedimenti e i 500 m. di larghezza del letto del fiume da attraversare.
Un altro esempio ben conservato di un antico ponte ad arco segmentato in Licia è il Ponte di Limira a ventotto archi, che è stato studiato anche dagli archeologi tedeschi Wolfgang W. Wurster e Joachim Ganzert.

## Datazione
Un possibile punto di partenza per la datazione del ponte Seydikemer prevede una strada romana nella zona, che è nota per essere stata costruita all'inizio del III secolo d.C.  Stando a questa interpretazione, il ponte potrebbe aver fatto parte di un percorso verso ovest da Kadyanda (Üzümlü), che scendeva più a monte nella valle di Xanthos. Probabilmente il ponte può essere collegato anche con il sentiero del passo per Oinoanda .

## Galleria d'immagini

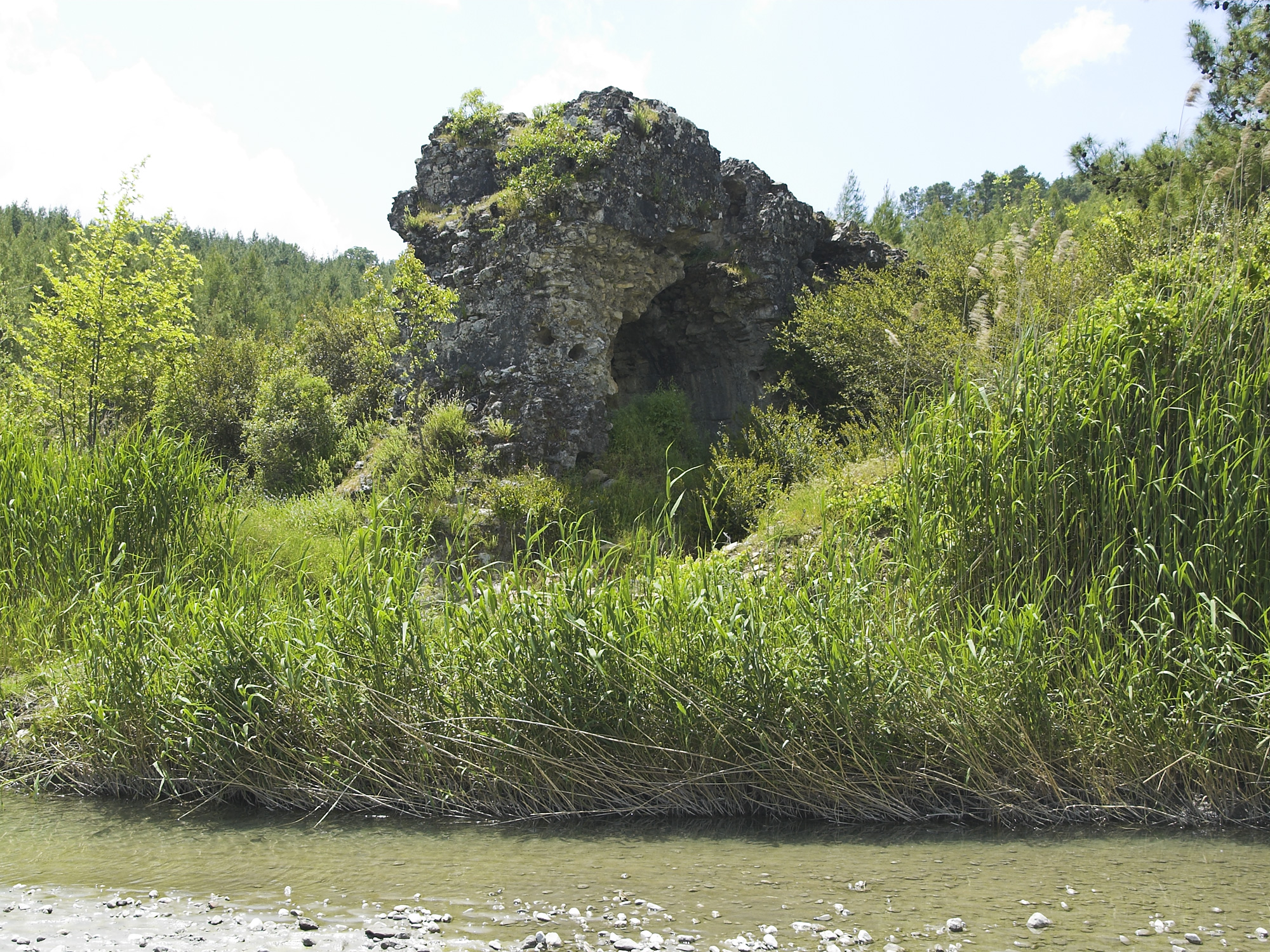
Resti visti dal fiume
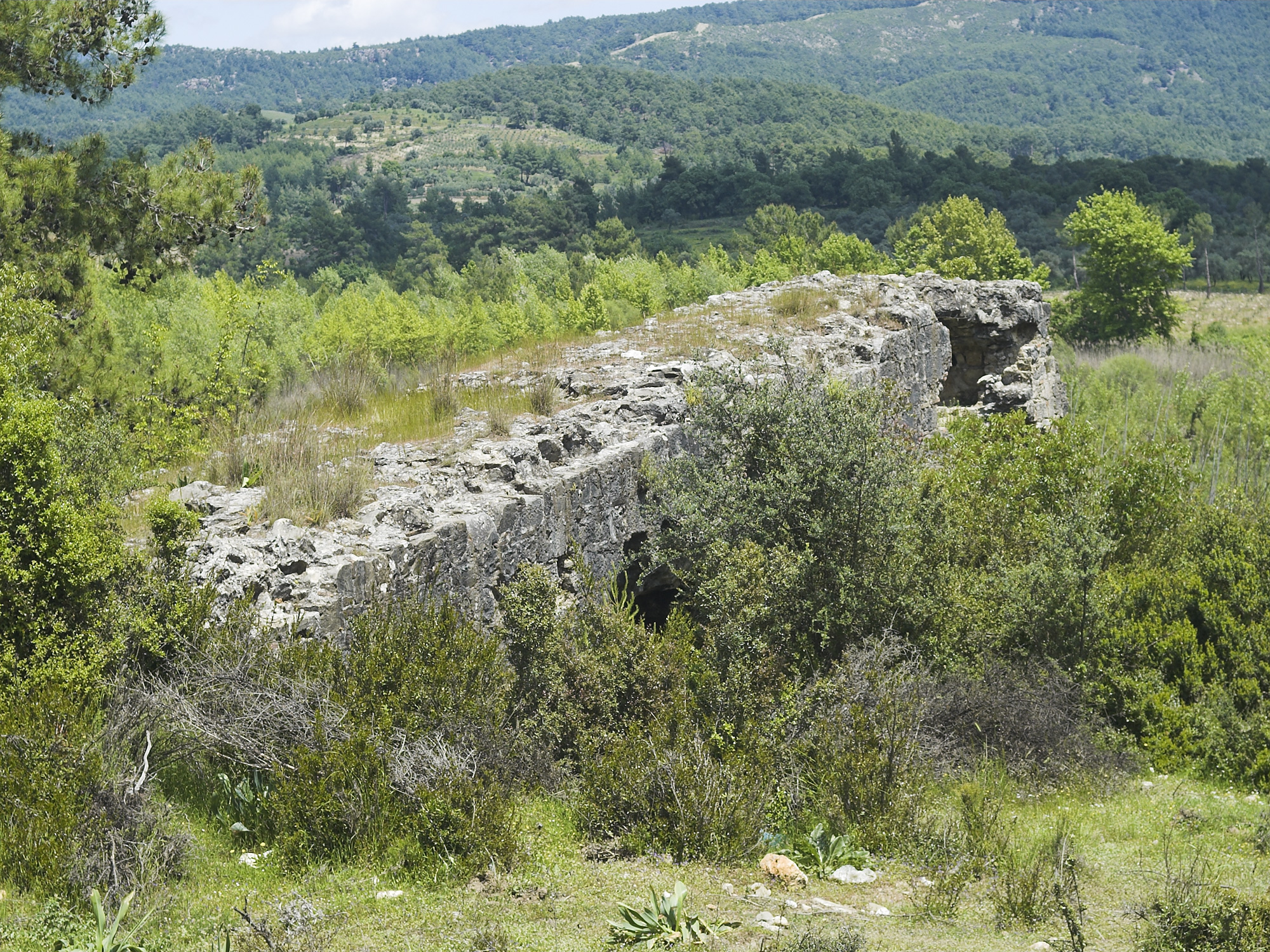
Vista da ovest
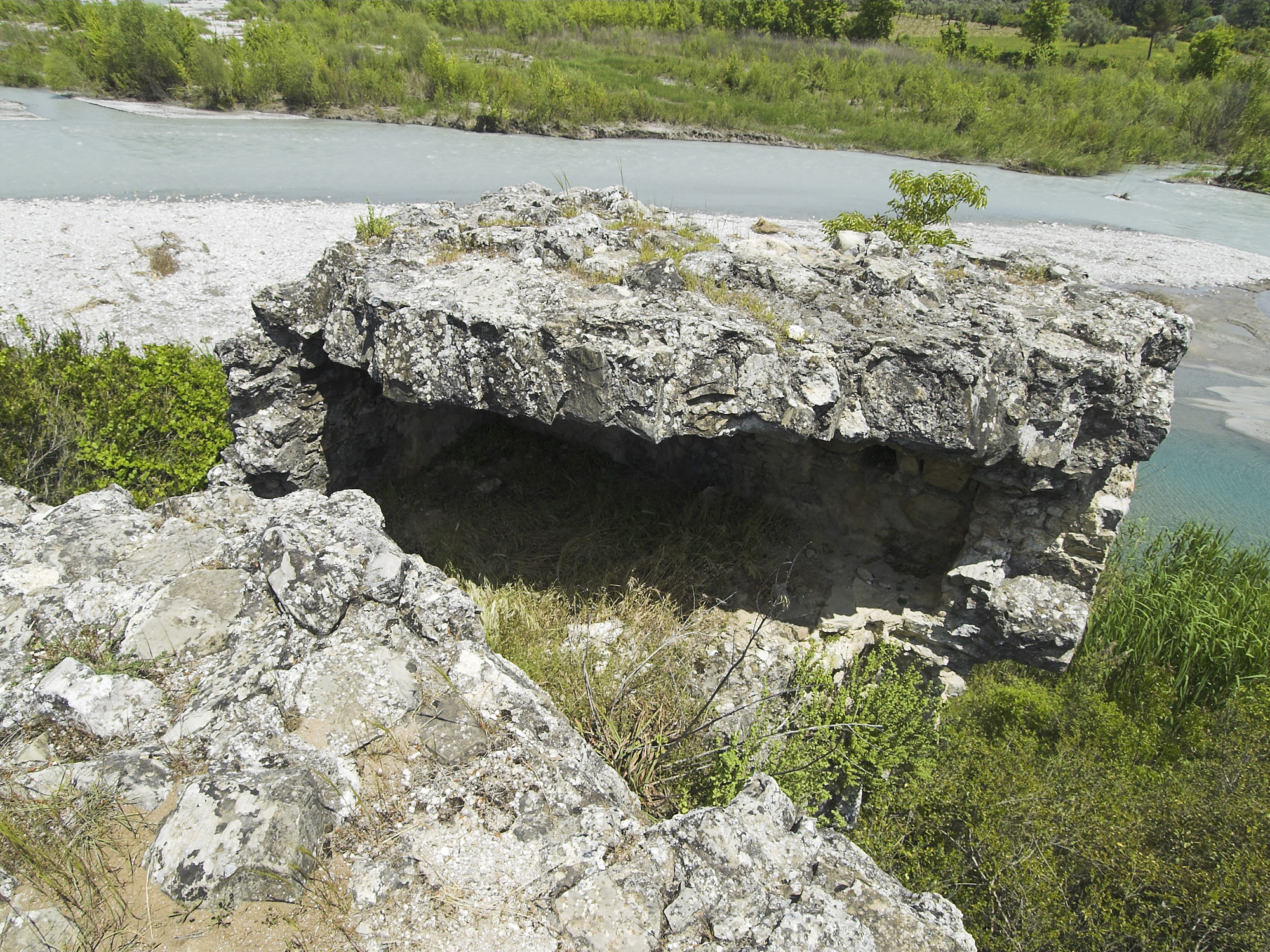
Camera cava sotto la carreggiata
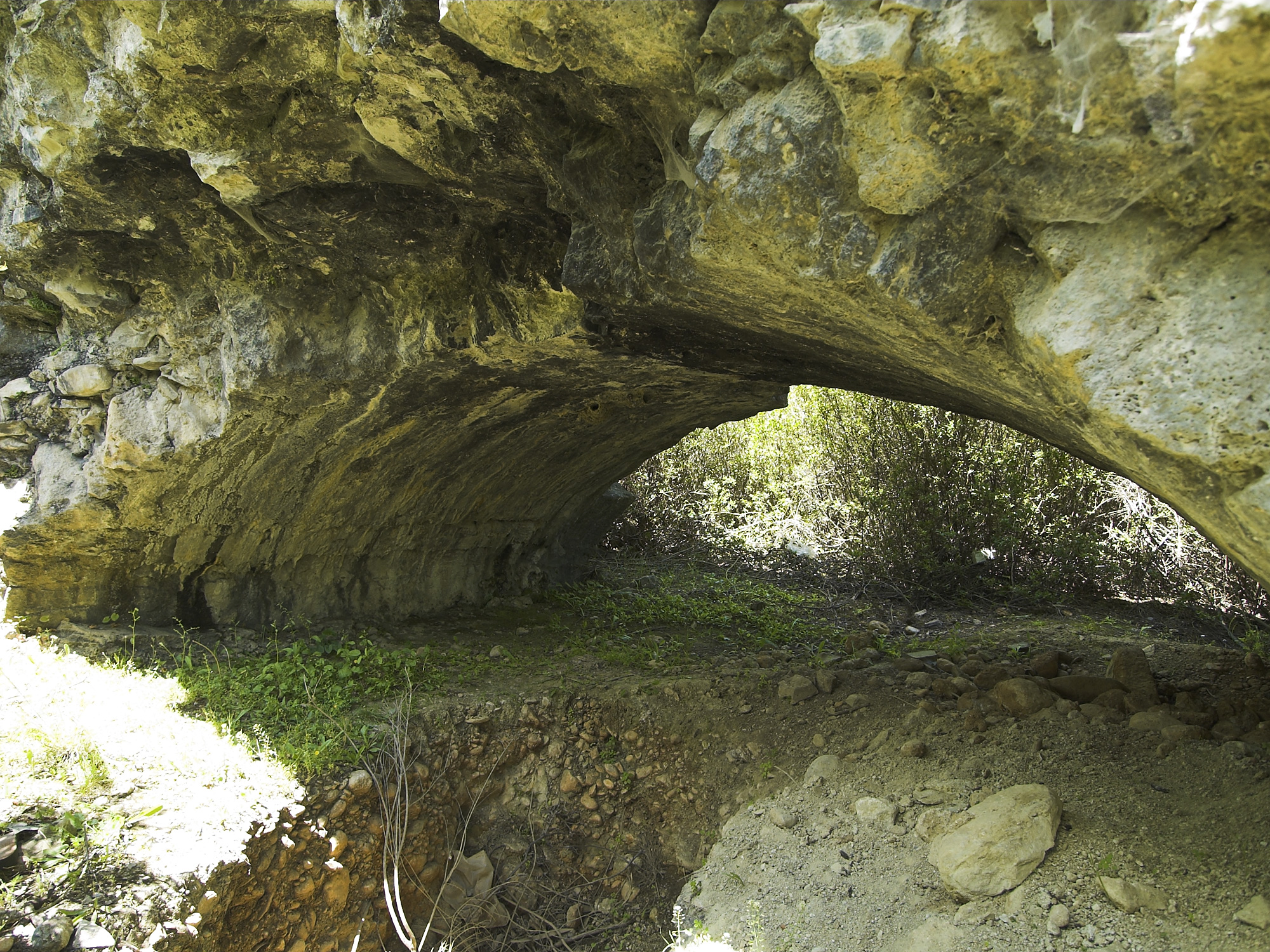
Secondo arco segmentale